# Euxoa costacoerulea
Euxoa costacoerulea är en fjärilsart som beskrevs av Tutt 1892. Euxoa costacoerulea ingår i släktet Euxoa och familjen nattflyn. Inga underarter finns listade i Catalogue of Life.